# Сива рифова акула
Сивата рифова акула (Carcharhinus amblyrhynchos) е вид акула от семейство Сиви акули.

## Разпространение
Видът е разпространен в Индийския и Тихия океан. В Индийския океан се среща от Южна Африка до Индия, включително около Мадагаскар и близките острови, в Червено море, и Малдивите. В Тихия океан може да се види от южната част на Китай до Северна Австралия и Нова Зеландия, включително в залива на Тайланд, Филипините и Индонезия.
За този вид също е докладвано и покрай много острови в Тихия океан, включително Американска Самоа, архипелага Чагос, Великденския остров, Коледни острови, островите Кук, Маркизките острови, архипелага Туамоту, Гуам, Кирибати, Маршаловите острови, Микронезия, Науру, Нова Каледония, Марианските острови, Палау, Питкерн, Самоа, Соломоновите острови, Тувалу, Хавайските острови и Вануату.